# بالاگان تاس
بالاگان تاس (به لاتین: Balagan-Tas) یک آتشفشان در روسیه است که در یاقوتستان واقع شده‌است. بالاگان تاس ۹۹۳ متر بالاتر از سطح دریا واقع شده‌است.